# 대한민국 형법 제369조
대한민국 형법 제369조는 특수손괴등에 대한 형법각칙의 조문이다. 손괴죄(제366조)의 합동범이다.

## 조문
제369조(특수손괴) ① 단체 또는 다중의 위력을 보이거나 위험한 물건을 휴대하여 제366조의 죄를 범한 때에는 5년 이하의 징역 또는 1천만원 이하의 벌금에 처한다. <개정 1995.12.29>
②제1항의 방법으로 제367조의 죄를 범한 때에는 1년 이상의 유기징역 또는 2천만원 이하의 벌금에 처한다. <개정 1995.12.29>

第369條(特殊損壞) ① 團體 또는 多衆의 威力을 보이거나 危險한 物件을 携帶하여 第366條의 罪를 犯한 때에는 5年 以下의 懲役 또는 1千萬원 以下의 罰金에 處한다. <改正 1995.12.29.>
②第1項의 方法으로 第367條의 罪를 犯한 때에는 1年 以上의 有期懲役 또는 2千萬원 以下의 罰金에 處한다. <改正 1995.12.29.>

## 참조 조문
형법 제366조

형법 제367조

## 참고 문헌
- 김재윤(학원인), 손동권 저, 새로운 형법각론, 율곡출판사, 2013. ISBN 9788997428342

## 같이 보기
- 손괴죄
- 합동범
- 대한민국 형법 제366조